# Gare de Belvès
La gare de Belvès est une gare ferroviaire française de la ligne de Niversac à Agen, située sur le territoire de la commune de Belvès, dans le département de la Dordogne, en région Nouvelle-Aquitaine.
Elle est mise en service en 1863, par la Compagnie du chemin de fer de Paris à Orléans (PO).
C'est une gare voyageurs de la Société nationale des chemins de fer français (SNCF) du réseau TER Nouvelle-Aquitaine, desservie par des trains express régionaux.

## Situation ferroviaire
Établie à 106 mètres d'altitude, la gare de Belvès est située au point kilométrique (PK) 570 de la ligne de Niversac à Agen, entre les gares ouvertes de Siorac-en-Périgord et de Villefranche-du-Périgord. Entre la gare de Belvès et celle de Villefranche-du-Périgord, s'intercale la gare du Got fermée au trafic voyageur mais toujours utilisé sporadiquement pour garer des trains de travaux.

## Histoire

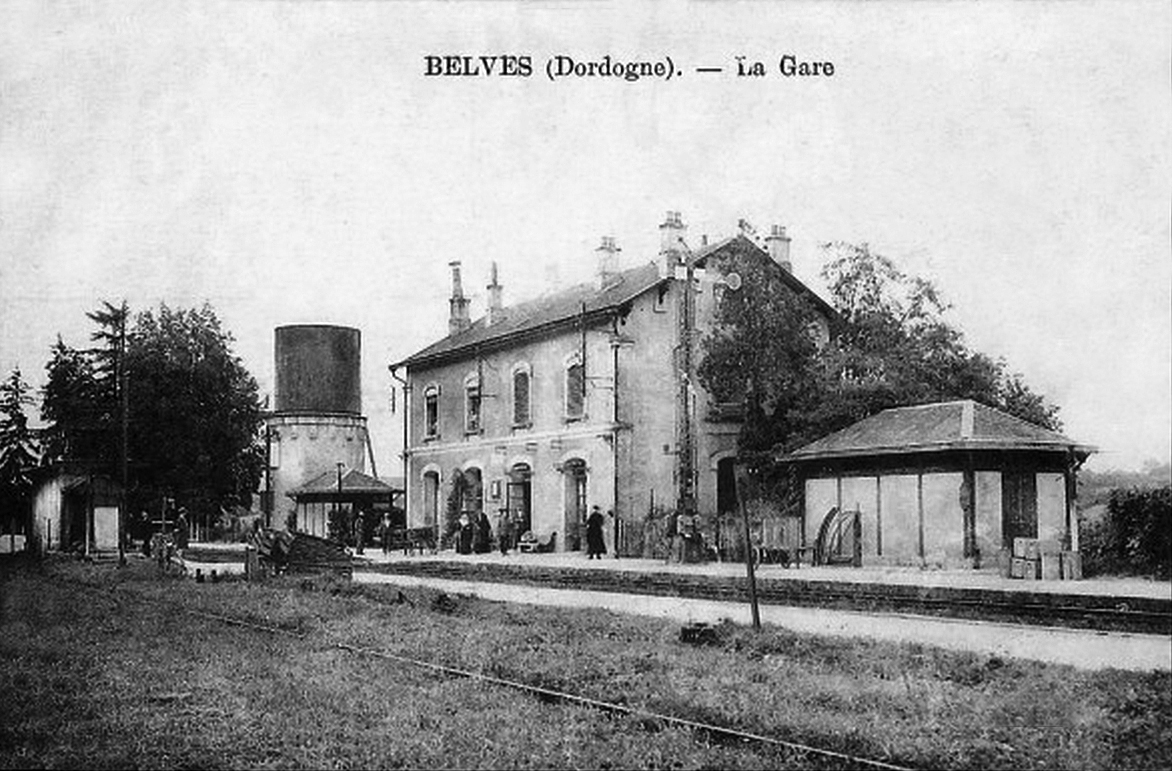
La gare vers 1900.

La « station de Belvès » est mise en service le 3 août 1863 par la Compagnie du chemin de fer de Paris à Orléans (PO), lorsqu'elle ouvre à l'exploitation la ligne à voie unique de Niversac à Agen.
La recette de la station de « Belvès » est de 159 383 francs en 1878, de 152 607 francs en 1881, de 142 270 francs en 1882 et de 110 442 francs en 1886.
En 2014, c'est une gare voyageurs d'intérêt local (catégorie C : moins de 100 000 voyageurs par an de 2010 à 2011), qui dispose de deux quais, le « quai 1 » dispose d'une longueur totale de 262 m pour la « voie unique » et le « quai 2 » d'une longueur utile de 104 m pour la « voie E » (désaffectée), et une traversée de voie à niveau par le public (TVP).

## Fréquentation
La fréquentation de la gare est détaillée dans le tableau ci-dessous :
| 2015   | 2016  | 2017  | 2018  | 2019  | 2020  | 2021  | 2022  | 2023  |
| ------ | ----- | ----- | ----- | ----- | ----- | ----- | ----- | ----- |
| 10 094 | 9 965 | 9 336 | 7 242 | 7 409 | 3 663 | 2 896 | 2 759 | 3 850 |

## Service des voyageurs

### Accueil
Gare SNCF elle dispose d'un bâtiment voyageurs, avec guichet, ouvert du mardi au samedi et fermé les lundis, dimanches et jours fériés. Le guichet est cependant appelé à cesser ses activités d'ici peu. Une fermeture était prévue au 30 juin mais elle a été repoussée. Le service au guichet continuera jusqu'à la fin du mois de juillet 2017.

### Desserte
Belvès est une gare voyageurs du réseau TER Nouvelle-Aquitaine, desservie par des trains express régionaux de la relation Périgueux - Agen (ligne 48).

### Intermodalité
Un parking est à disposition.

## Patrimoine ferroviaire

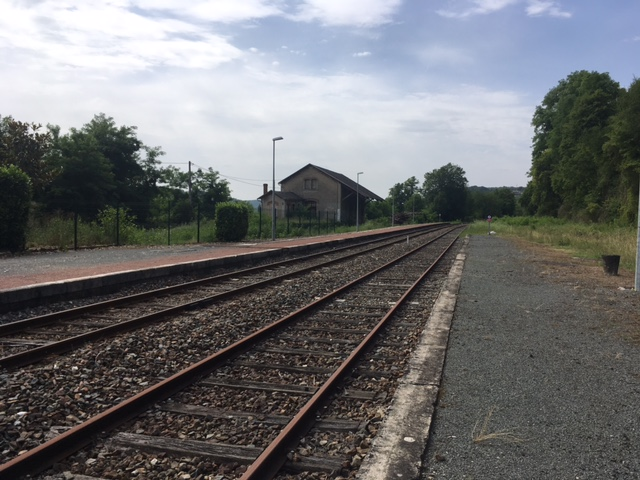
Les quais de la halte. L'absence de signaux de sortie est visible.

Le bâtiment voyageurs, modèle type de la compagnie du PO pour la ligne, est néanmoins caractérisé par le fait qu'il dispose de quatre ouverture sur une base rectangulaire et comme les autres Bv, il dispose d'un étage et une toiture à deux pans couverte en ardoises. L'œil de bœuf sur le pignon pour éclairer les combles est un standard de l'architecture de la compagnie PO. Sur le site se trouve également une ancienne halle à marchandises, aujourd'hui désaffectée.
Cette gare possède de nombreuses particularités dont celle de ne pas posséder de signaux de sortie, ce qui modifie les règles de la circulation ferroviaire à cet endroit et en fait une exception quasi unique en France.
Sur la paroi calcaire qui fait face à la gare côté quai, on remarque qu'une cavité d'une quinzaine de mètres de profondeur a été creusée. Elle servait, lors de la création de la ligne, à garer un wagon qui pouvait être ajouté aux trains de passage sur la ligne, notamment à destination de Paris.